# Guillermo Kahlo
Guillermo Kahlo, född 26 oktober 1871 i Pforzheim i Tyskland, död 14 april 1941 i Mexico City, var en mexikansk fotograf med tyska rötter. Han var far till konstnären Frida Kahlo.

## Biografi
Guillermo Kahlo föddes som tredje barn till juveleraren  Johann Heinrich Jacob Kahlo och Henriette Kaufmanns och döptes till Carl Wilhelm. I maj 1890 utvandrade han till Veracruz i Mexiko där han snart bytte namn till Guillermo. Han fick arbete som kamrer hos en juvelerare och senare i en järnhandel. År 1894 ansökte han hos president Porfirio Díaz om att bli mexikansk medborgare. 
Kahlo gifte sig med María Cárdena år 1893 men blev änkeman med två barn 1898 då hustrun  dog i barnsäng. Samma år gifte han om sig med Matilde Calderón y González, som var dotter till en fotograf. 

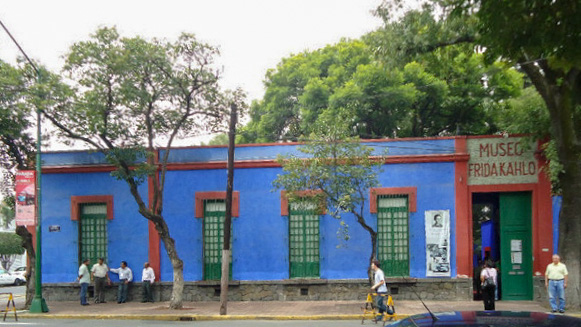
Familjen Kahlos hus i
Coyoacán numera Museo Frida Kahlo.

Guillermo Kahlo fick snart uppdrag som fotograf och startade en ateljé i Mexico City där han snabbt blev en av Mexikos mest anlitade fotografer.
Efter faderns död 1903 lät han, för ärvda pengar, bygga huset i förstaden Coyoacán där Frida Kahlo föddes 1907.

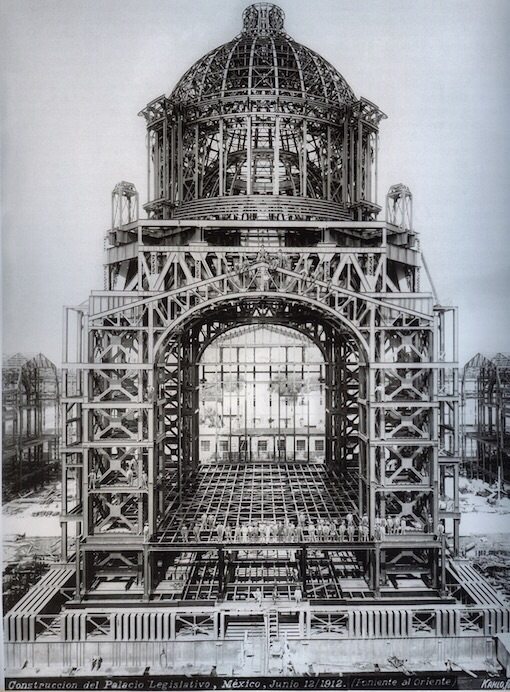
Bygget av Palacio Legislativo. Foto av Guillermo Kahlo, 12 juni 1912.

På uppdrag av det mexikanska inrikesministeriet reste Kahlo runt i landet för att dokumentera Mexikos koloniala arv med sin meterhöga kamera med 27 centimeter stora glasplåtar och framkallningsutrustning Han fotograferade allt från kyrkor, monument och industrier till byggprojekt och många av hans fotografier publicerades i verket Iglesias de México, i sex band, 1924-1927.